# Zaza Panaskerteli-Tsitsishvili
Zaza Panaskerteli-Tsitsishvili (en georgiano: ზაზა ფანასკერტელ-ციციშვილი)  fue un príncipe, político y hombre de letras georgiano del siglo XV conocido por su compendio de artes médicas Karabadini (Libro de tratamiento médico). Se le describe como «el gran sanador y cabeza de los sabios» en un registro contemporáneo.
Zaza pertenecía a la antigua familia aristocrática Panaskerteli, originalmente propietarios de la región fronteriza de Panaskerti. Luego se instaló en el corazón de Georgia y fundó la casa Tsitsishvili. Al parecer, Zaza estuvo involucrado en la política y la cultura de Georgia, pero no se sabe mucho de su vida. Después de un papel importante en la administración real y en el ejército, Zaza se retiró a una capilla que había construido cerca del monasterio de Kintsvisi en la que ha sobrevivido su pintura mural.
El Karabadini de Zaza (en última instancia del griego graphidion, «folleto») es un tratado médico original fechado hacia 1486. Se basa en compendios anónimos georgianos de la medicina galénica, en particular el Ustsoro Karabadini (Manual incomparable) del siglo XI y el Tsigni Saakimoy (Libro de curación) del siglo XIII. El trabajo resume el estado del conocimiento médico en Georgia y las culturas vecinas en ese momento. También transcribió una traducción georgiana de las doctrinas de Juan Crisóstomo.